# Timecop - Indagine dal futuro
Timecop - Indagine dal futuro (Timecop) è un film del 1994 diretto da Peter Hyams con protagonista Jean-Claude Van Damme, tratto dall'omonimo comic book pubblicato dalla Dark Horse Comics nel 1992.

## Trama
Nel 1994, il Dipartimento di Giustizia invia George Spota alla Commissione per gli Stanziamenti del Senato per l'approvazione di un progetto segreto: l'istituzione della Commissione per l'applicazione del tempo (TEC) con l'unico scopo di controllare i viaggi nel tempo. Sebbene inizialmente sprezzante, Spota li convince sia della fattibilità che della pericolosità della tecnologia, mostrando loro le prove che i cambiamenti (increspature) hanno già iniziato a manifestarsi, come dimostrano le spedizioni di traffico di armi pagate in lingotti d'oro rubati all'esercito confederato. Il senatore Aaron McComb si offre volontario per presiedere il comitato di sorveglianza e Eugene Matuzak viene nominato primo commissario del TEC. Più tardi quel giorno, all'ufficiale di polizia della metropolitana di DCA Max Walker viene offerto un posto presso la TEC. Quella notte, riceve una chiamata di emergenza e, mentre esce di casa, gli viene teso un'imboscata; lui e sua moglie, Melissa, vengono brutalmente attaccati da aggressori sconosciuti. Walker assiste all'esplosione della casa, che uccide Melissa all'interno.
Dieci anni dopo, Walker è un veterano della TEC, che lo rimanda all'ottobre 1929 per impedire al suo ex partner, Lyle Atwood, di utilizzare la conoscenza del futuro per beneficiare finanziariamente del crollo del mercato azionario statunitense. Quando viene confrontato, Atwood ammette di lavorare per il senatore McComb, che sta abusando della sua posizione e dell'accesso alla tecnologia dei viaggi nel tempo per raccogliere fondi per la sua prossima campagna presidenziale. Temendo che McComb lo cancellerà dalla storia, Atwood salta alla morte, ma Walker lo coglie a metà e li riporta entrambi al 2004. Rifiutandosi di testimoniare, Atwood viene condannato all'esecuzione e ritorna nel 1929 dove completa la sua caduta fatale. Mentre sia Walker che Matuzak concordano sul fatto che McComb sia un criminale, il rifiuto di Atwood di cooperare blocca le loro indagini finché non riescono a raccogliere prove concrete.
Sotto indagine da parte degli Affari Interni, a Walker viene assegnato un nuovo partner, la recluta della TEC Sarah Fielding, e insieme vengono rimandati nel 1994 per indagare su McComb. Assistono a un incontro tra il McComb del 1994 e il suo socio in affari Jack Parker, in cui McComb desidera ritirarsi per un disaccordo su un nuovo chip per computer. Vengono interrotti dal McComb del 2004, che avvisa il suo io più giovane che il chip diventerà altamente redditizio. Il vecchio McComb avverte specificamente il suo io più giovane che non devono toccarsi perché la stessa materia non può occupare lo stesso spazio, quindi uccide Parker. Fielding si rivolge a Walker, rivelando che lavora per McComb. Dopo una sparatoria con gli scagnozzi di McComb, Fielding viene ferita e Walker fugge nel 2004.
Walker arriva in un futuro alterato in cui McComb ora è ricco ed è favorito per le elezioni presidenziali, potendo usare la sua posizione di senatore per chiudere il TEC. Walker fa appello a Matuzak, che non è a conoscenza dei cambiamenti nella storia e non crede che si siano verificate "increspature". I due si rendono conto che il prototipo originale della macchina del tempo non è mai stato smantellato e che McComb ha accesso ad esso, dandogli i mezzi e la posizione necessari per neutralizzare il TEC. Rendendosi conto che Walker potrebbe avere ragione, Matuzak lo rimanda nel passato per ripristinare la storia, sacrificandosi nel processo mentre viene colpito dagli agenti dell'ormai corrotta TEC.
Nel 1994, Walker trova Fielding in ospedale. Lei accetta di testimoniare contro McComb, ma viene uccisa nella sua stanza poco dopo. Mentre è in ospedale, Walker trova una registrazione di una visita di sua moglie Melissa, scoprendo che era incinta. Rendendosi conto che verrà uccisa più tardi quella notte, la trova e si rivela provenire dal futuro. Accetta di assicurarsi che il Walker del 1994 rimanga a casa quella notte.
Quella notte, il Walker del 1994 viene attaccato come prima dagli assalitori al servizio di McComb ma viene inconsapevolmente aiutato dal suo io più anziano, che è rimasto in agguato. Con gli assalitori sconfitti, il McComb del 2004 interviene e prende in ostaggio Melissa, affrontando il vecchio Walker con la bomba che farà esplodere la casa. McComb sa che ora morirà anche nell'esplosione che ne seguì, ma è soddisfatto che il suo io più giovane sopravviverà e diventerà presidente senza Walker. Tuttavia, Walker rivela di aver attirato a casa il McComb del 1994. Walker spinge insieme i due McComb e si fondono in una massa contorta e urlante prima di scomparire per sempre dall'esistenza. Il Walker del 2004 fugge con Melissa prima che la bomba esploda, lasciandola accanto al suo io più giovane inconscio prima di tornare nel futuro.
Tornando al 2004, Walker scopre che il futuro è cambiato ancora una volta. Sia Matuzak che Fielding sono vivi, con il TEC al completo; secondo la storia, il senatore McComb scomparve nel 1994, impedendo il compromesso della TEC e la corruzione di Fielding. Walker torna a casa e trova Melissa viva che lo aspetta con il loro giovane figlio. Dice che ha qualcosa da dirgli e Walker le risponde di prendersi del tempo perché tanto non va da nessuna parte.

## Accoglienza

### Incassi
Distribuito il 16 settembre 1994 in 2 228 cinema, Timecop ha debuttato in vetta al botteghino statunitense incassando 12 milioni di dollari. Ha mantenuto il primo posto anche la settimana seguente con altri 8 milioni. In totale ha incassato 44 853 581 negli Stati Uniti e 56 793 000 nel resto del mondo, per un totale globale di 101 646 581 dollari. È il film col maggior incasso per Jean-Claude Van Damme.

### Critica
Il film ha ricevuto critiche miste, che ne hanno contestato i buchi di trama e le incongruenze. Roger Ebert ha definito Timecop una versione scadente di Terminator. David Richards del The New York Times ha denigrato la recitazione e i precedenti film di Van Damme, ma ha definito Timecop "il suo sforzo più raffinato finora". Sul sito Rotten Tomatoes ha una valutazione del 45% di recensioni professionali positive, con un consenso che recita, "non è Terminator, ma per coloro che sono disposti a sospendere l'incredulità e il pensiero razionale, Timecop ricompensa con azione sci-fi limitata".
Nel novembre 2010 Entertainment Weekly lo ha inserito in una lista di dodici film sottovalutati, definendolo uno dei migliori action degli anni novanta.

## Sequel
Al film seguì nel 2003 un sequel, Timecop 2: The Berlin Decision, per la regia di Steve Boyum ed una serie televisiva durata 9 episodi con Ted King come protagonista.